# Creeting St Peter
Creeting St Peter est un village et une paroisse civile du Suffolk, en Angleterre.